# Theridion pyramidale
Theridion pyramidale là một loài nhện trong họ Theridiidae.
Loài này thuộc chi Theridion. Theridion pyramidale được Ludwig Carl Christian Koch miêu tả năm 1867.